# Времена года (альбом)
«Времена года» — макси-сингл и одноимённый мини-альбом рок-группы «Пилот».

## История выпуска
Макси-сингл «Времена года» вышел ограниченным тиражом для подписчиков журнала «Fuzz» вместе с № 9 журнала за 2002 год. По словам лидера группы Ильи Черта, диск должен был быть переиздан в следующем году и выпущен большим тиражом. Макси-сингл содержал две песни с только что выпущенного альбома «Джоконда» — «Ершалаим» и «Волк», известную композицию «Осеннее пора», а также ряд не издававшихся ранее песен, среди которых регулярно исполняемый на живых выступлениях «Dead Мороз».
Одноимённый мини-альбом был переиздан, как и обещалось, в 2003 году. В отличие от макси-сингла, в альбом вошли живые версии песен «Осеннее пора» и «Dead Мороз», которые планировалось включить в альбом «Наше Небо», но те не подошли по концепции. Кроме этого, «Времена года» содержали песни «Дом» и «Волчье лето», не вошедшие в альбом «Джоконда» по той же причине. Песня «Гуру» не попала в альбом «Сказка о Прыгуне и Скользящем» ввиду необходимости сократить время звучания альбома. Помимо этого, «Времена года» содержали песни «Весна в метро» (в живом исполнении) и «Zudwa» (кавер одноимённой песни группы «Химера»), а также четыре ремикса групп «Toxic Waste» и «Джан Ку».

## Участники записи
- Илья Чёрт — вокал
- Макс Йорик — скрипка
- Стас Марков — бас
- Рома Чуйков — гитара
- Коля Лысов — барабаны
- Денис Можин — барабаны
- Лев Савранский — автор ремиксов
- Ольга Чевычева — саксофон в песне DEAD Мороз (гр. Очистные сооружения)
- Константин Смирнов — автор ремиксов, группа «Toxic Waste»

## Список композиций
| Макси-сингл 1. Осеннее пора 2. Дом 3. DEAD Мороз 4. Гуру 5. Весна в метро 6. Волк 7. Ершалаим 8. Волчье лето | Мини-альбом 1. Осеннее пора (live) 2. Дом 3. DEAD Мороз (live) 4. Гуру 5. Весна в метро (live) 6. Zudwa 7. Волчье лето 8. Самолёты (Toxic Waste Remix) 9. Трамвайная (Toxic Waste Remix) 10. Джаз (Toxic Waste Remix) 11. Небо (Джан Ку Remix) |